# Felipe Sassone
Felipe Sassone Suárez, né le 10 août 1884 à Lima et mort le 11 décembre 1959 à Madrid, est un écrivain et journaliste péruvien. 

## Biographie
De père napolitain et de mère andalouse de Séville il a vécu la plus grande partie de sa vie en Espagne.
Il abandonne très vite ses études de philosophie, de lettres et de médecine pour se consacrer à la musique. Puis, en aficionado passionné, il suit toutes les corridas et devient chroniqueur pour divers journaux, tout en fréquentant les milieux littéraires de Paris ou de Madrid. Il écrit des pièces de théâtre pour sa femme, l'actrice Maria Palou. Il est aussi  critique littéraire

## Œuvre
Il a écrit  de nombreux romans d'amour parmi lesquels :
- Vórtice de amor (1908) (vertige de l'amour)

Mais aussi des biographies de toreros :
- Casta de toreros (1934)  récit de la vie aventureuse du torero  Bienvenida (le pape noir)
- Pasos de toreo: pequeña historia de un artista grande (petite histoire d'un grand artiste, dans les pas d'un torero) (1949) biographie du fils du pape noir : Antonio Bienvenida

Et des poésies publiées en un recueil complet en 1954 :
- La canción de mi camino